# Dupree Koual
 (mars 2025).
Motif : manque de sources centrées sur le sujet
- Archive Wikiwix
- Bing
- Cairn
- DuckDuckGo
- E. Universalis
- Gallica
- Google
- G. Books
- G. News
- G. Scholar
- Persée
- Qwant
- (zh) Baidu
- (ru) Yandex
- (wd) trouver des œuvres sur Wikidata

| 1. | Préciser le motif de la pose du bandeau. | Précisez le motif de la pose du bandeau en utilisant la syntaxe suivante : {{admissibilité à vérifier\|date=mars 2025\|motif=remplacez ce texte par le motif}}                    |
| 2. | Informer les utilisateurs concernés.     | Pensez à avertir le créateur de l'article, par exemple, en insérant le code ci-dessous sur sa page de discussion : {{subst:avertissement admissibilité à vérifier\|Dupree Koual}} |

 (mars 2025).
La mise en forme du texte ne suit pas les recommandations de Wikipédia : il faut le « wikifier ».
Les points d'amélioration suivants sont les cas les plus fréquents :
- Les titres sont pré-formatés par le logiciel. Ils ne sont ni en capitales, ni en gras.
- Le texte ne doit pas être écrit en capitales (les noms de famille non plus), ni en gras, ni en italique, ni en « petit »…
- Le gras n'est utilisé que pour surligner le titre de l'article dans l'introduction, une seule fois.
- L'italique est rarement utilisé : mots en langue étrangère, titres d'œuvres, noms de bateaux, etc.
- Les citations ne sont pas en italique mais en corps de texte normal. Elles sont entourées par des guillemets français : « et ».
- Les listes à puces sont à éviter, des paragraphes rédigés étant largement préférés. Les tableaux sont à réserver à la présentation de données structurées (résultats, etc.).
- Les appels de note de bas de page (petits chiffres en exposant, introduits par l'outil «  Source ») sont à placer entre la fin de phrase et le point final[comme ça].
- Les liens internes (vers d'autres articles de Wikipédia) sont à choisir avec parcimonie. Créez des liens vers des articles approfondissant le sujet. Les termes génériques sans rapport avec le sujet sont à éviter, ainsi que les répétitions de liens vers un même terme.
- Les liens externes sont à placer uniquement dans une section « Liens externes », à la fin de l'article. Ces liens sont à choisir avec parcimonie suivant les règles définies. Si un lien sert de source à l'article, son insertion dans le texte est à faire par les notes de bas de page.
- La présentation des références doit suivre les conventions bibliographiques. Il est recommandé d'utiliser les modèles {{Ouvrage}}, {{Chapitre}}, {{Article}}, {{Lien web}} et/ou {{Bibliographie}}. Le mode d'édition visuel peut mettre en forme automatiquement les références.
- Insérer une infobox (cadre d'informations à droite) n'est pas obligatoire pour parachever la mise en page.

Pour une aide détaillée, merci de consulter Aide:Wikification.
Si vous pensez que ces points ont été résolus, vous pouvez retirer ce bandeau et améliorer la mise en forme d'un autre article.
Dupree Koual aussi connu sous le nom de King Koual, né le 8 mai 1978 à Yaoundé dans la région du Centre Cameroun est un acteur, artiste, disk-jokey radio et présentateur de télévision.

## Biographie

### Enfance et débuts
Dupree Koual est né le 8 mai 1978 dans la région du Centre Cameroun. Il est le 10e enfant d'une famille de 11 enfants. Son père, David Koual, est un ingénieur en mécanique et sa mère, Emilienne Nigwe, est une décoratrice d'intérieur. Il étudie à la NYFA (New York Film Academy) ensuite Il étudie le langage corporel et le doublage à la Rain Dance Film Academy de Londres et au NIFA (National Institute of Fine Art) de Mumbai en Inde.

### Carrière
Dupree Koual débute à l'âge de 15 ans, où il joue son premier rôle dans un film français les Dreamers d'Emmanuel Nkuate, ensuite il se fait connaître pour la première fois dans son pays natal, le Cameroun, à l'âge de 17 ans, en tant que membre du groupe West Hill après avoir remporté le meilleur concours de rap organisé par British American Tobacco en 1997.
En tant qu'acteur du cinéma, il tient un rôle principal aux côtés de Gérard Essomba dans le film Les Veuves Volontaires en 2011, réalisé par Alphonse Beni. Par ailleurs il est également apparu dans des séries télévisées camerounaises telles que Bad Angel en 2016, Run en 2019, Général Samba en 2021 et Dr. Manga Bell en 2020.
En tant qu'artiste musicien, il sort plusieurs singles et un album complet, dont Fallen Soldier en 2007, Say My Name en 2008 et l'album Remember the Time en 2010.
Par ailleurs, il est également le président et fondateur de Real Touch Records.

## Filmographie

### Films
- 2005 : La déchirure I et II de Alphonse Beni[4]
- 2011 : Les veuves volontaires de Alphonse Beni[5]
- 2019 : Run de Rodrigue Fotso[6]
- 2022 : Stripped de Enah Johnscott[7]

### Séries
- 2015 : Bad Angel de Godwin Nganah[8]
- 2022 : Dr manga bell de Jean de dieu Tchegnebe[9]
- 2020 : Samba le général de Jean De Dieu Tchegnebe
- 2023 : Bakengouaya (Le roi député) de Jean de Dieu Tchenegbe[10]

## Prix et Distinctions
- 1997 : Vainqueur du concours de rap organisé par British American Tobaccol[3].
- 2016 : Meilleur acteur de séries télévisées au Cameroun pour son rôle dans Bad Angel[11].